# Retinoblastom-Protein
Das Retinoblastom-Protein (pRb, Rb) ist ein Tumorsuppressor-Protein, das bei vielen Tumoren eine gestörte Funktion besitzt.
Eine sehr gut untersuchte Funktion von pRb ist es, das Zellwachstum zu verlangsamen, indem der Durchlauf des Zellzyklus gebremst wird. pRb gehört zu der sogenannten Pocket-Protein-Familie. Deren Mitglieder besitzen für die Bindung an andere Proteine eine molekulare Tasche. Wenn Onkogen-Produkte, wie sie etwa in Zellen produziert werden, die von menschlichen Papillomaviren infiziert wurden, an pRb binden, dann kann dies zu Krebs führen.

## Name und Genetik
Beim Menschen wird pRb von einem Gen in der Region von Chromosom 13 Genlocus q14.1-q14.2 codiert. Wenn beide Allele des Gens mutiert sind, entwickeln die betroffenen Patienten ein Retinoblastom, daher der Name. Es ist bislang ungeklärt, wieso sich bei Mutationen eines Gens, das den Zellzyklus im ganzen menschlichen Organismus reguliert, ein Tumor der Augen entwickelt. Es gibt zwei Formen des Retinoblastoms: eine bilaterale familiäre und eine unilaterale sporadische Variante. Im erstgenannten Fall ist das Risiko weitere Tumoren zu entwickeln sechsmal größer als im Durchschnitt. Diese Tatsache verdeutlicht das Konzept der Knudsonhypothese. Diese besagt, dass ein Allel eines Tumorsuppressorgens ausreichend für die Aufrechterhaltung der Funktion ist (das mutierte Gen ist rezessiv) und deshalb beide mutiert sein müssen, damit der Tumorphänotyp sichtbar wird. Bei der familiären Form des Retinoblastoms wird ein mutiertes Allel mit einem gesunden Allel vererbt. Wenn dann in einer Zelle eine weitere RB-Mutation vorkommt, sind alle Rb-Proteine in der Zelle funktionsuntüchtig, was ihre Fähigkeit betrifft, den Zellzyklus zu steuern. Damit können sich die Zellen unkontrolliert teilen. Dies ist ein wichtiger Schritt zur Krebsentstehung. Infolgedessen steigt das Risiko, dass sich in allen Körperzellen Tumoren entwickeln, linear an. Es bedarf dabei auch keiner direkten Mutation des RB-Gens, ein loss of heterozygosity (LOH), der häufig in Tumorzellen gefunden wird, reicht aus.
Bei Patienten mit der sporadischen Form des Retinoblastoms ist eine Neumutation beider Allele notwendig. Dies erklärt, weshalb die Betroffenen kein erhöhtes Risiko haben, weitere Tumoren zu entwickeln, da in ihren Körperzellen zwei funktionsfähige RB-Allele vorhanden sind. Die Tumor-Inzidenz bei Patienten mit einer sporadischen Form des Retinoblastoms folgt keiner quadratischen Kinetik. Dies wäre zu erwarten, wenn die Mutation der beiden Allele unabhängig voneinander erfolgt. Tatsächlich folgt das Risiko an weiteren Tumoren zu erkranken einer polynomalen Kinetik, was darauf hinweist, das die Mutation des zweiten Allels durch einen LOH-Prozess in der betreffenden Zelle mit einem mutierten RB-Gen ausgelöst werden kann und deshalb häufiger geschieht, als wenn diese Mutation unabhängig vom ersten Ereignis wäre.

## Zellzyklus-Regulation
pRB schützt die Zelle davor, beschädigte DNA zu replizieren, indem die Zelle am Durchlaufen des Zellzyklus durch die G1-Phase zur S-Phase gehindert wird. Das RB-Protein bindet und inhibiert die Aktivität von Transkriptionsfaktoren der E2F-Familie, die aus Heterodimeren des E2F-Proteins und des DP-Proteins bestehen.
Der die Transkription aktivierende Komplex aus den „E2 promoter-binding–protein-dimerization Partnern“ (E2F-DP) kann eine Zelle in die S-Phase schieben. Solange E2F-DP inaktiviert ist, bleibt die Zelle in der G1-Phase. Wenn pRB an E2F bindet, wirkt der Komplex wie ein Wachstumssuppressor und behindert die Progression durch den Zellzyklus. Der pRb-E2F/DP Komplex bindet ebenfalls ein Histon-Deacetylase (HDAC) Protein an das Chromatin und unterdrückt so zusätzlich die DNA-Synthese.

## Aktivierung und Inaktivierung von pRb
Das RB-Protein wird durch eine Dephosphorylierung aktiviert und übt so seine Funktion als Tumorsuppressor aus, indem es regulatorisch auf den Ablauf des Zellzyklus Einfluss nimmt. Phosphorylierung inaktiviert das RB-Protein. Während des Übergangs von der M- zur G1-Phase wird pRB zunehmend durch PP1 dephosphoryliert und kehrt so in seinen wachstumsbehindernden hypophosphorylierten Zustand zurück.
In der G1-Phase, genauer gesagt, am Restriktionspunkt (R-Point) des Zellzyklus, wird das Retinoblastomprotein zunächst durch Cyclin D und der Cyclin-abhängigen Kinase (CDK) 4/6 phosphoryliert. Durch die Phosphorylierung des pRb wird der weitere Durchlauf des Zellzyklus garantiert. Das Protein verliert dadurch seine inhibitorische Fähigkeit. Die Phosphorylierung des pRB wird durch das Cyclin D/CDK4,6 gestartet und von dem Cyclin E/CDK2 fortgesetzt. pRB bleibt phosphoryliert während der S-, G2- und M-Phasen. Die Phosphorylierung von pRB erlaubt die Dissoziation des E2F-DP-Komplexes von pRB, wodurch dieser Komplex aktiviert wird. Im ungebundenen Zustand aktiviert E2F die Cycline E und A, welche die Zelle durch den Zellzyklus treiben, indem sie die Cyclin-abhängige Kinase und das Proliferating Cell Nuclear Antigen PCNA aktivieren. Dies beschleunigt DNA-Replikation und DNA-Reparatur, indem DNA-Polymerasen an die DNA gebunden werden.